# Pjotr Kontsjalovski

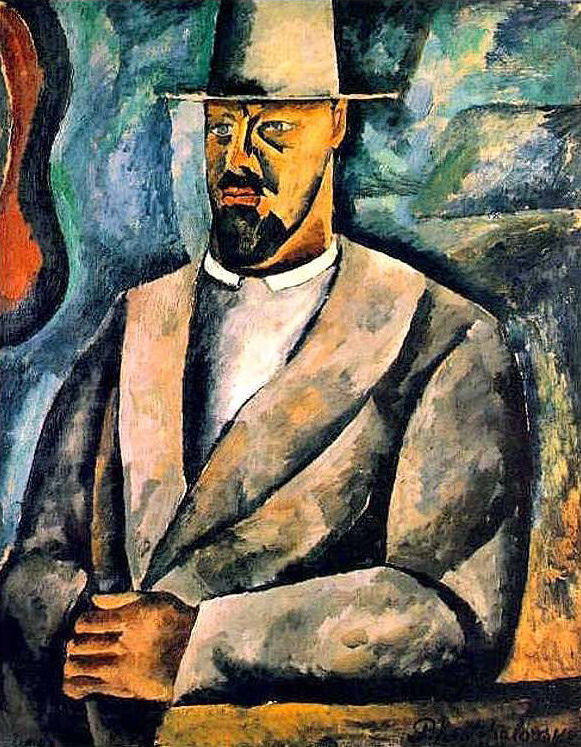
Pjotr Kontsjalovski

Pjotr Petrovitsj Kontsjalovski (Russisch: Пётр Петро́вич Кончало́вский) (Slavjanka, nabij Charkiv, 21 februari 1876 - Moskou, 2 februari 1956) was een Oekraïense en Russisch kunstschilder. Zijn werk werd beïnvloed door het postimpressionisme, het fauvisme en het kubisme.

## Leven en werk
Kontsjalovski was de zoon van een uitgever. In 1889 trok hij naar Moskou en studeerde aan de Hogeschool voor Schilderkunst, Beeldhouwen en Architectuur. Al snel raakte hij geïnvolveerd in kunstenaarskringen en had kennis met vooraanstaande schilders als Valentin Serov, Michail Vroebel en Vasili Soerikov, wiens dochter hij later huwde. Van 1896 tot 1899 verbleef hij in Parijs en bezocht de Académie Julian. Daarna keerde hij terug naar Rusland en studeerde tot 1907 aan de Keizerlijke Kunstacademie te Sint-Petersburg. In 1909 exposeerde hij onder andere bij de kunstenaarsvereniging Mir Iskoesstva (De wereld van de kunst) en was hij medeoprichter van het kunstenaarsgenootschap Ruiten Boer.
Het vroege werk van Kontsjalovski werd sterk beïnvloed door Paul Cézanne, met name in de vele stillevens die hij toen maakte. Herkenbaar waren ook de invloeden vanuit het fauvisme en het postimpressionisme, later ook van het kubisme. Hij maakte tussen 1909 en 1916 diverse buitenlandse reizen, onder andere naar Spanje, Frankrijk en Italië, waar hij diverse kleurrijke landschappen en stadsgezichten maakte, maar ook portretten. Na 1920 viel hij terug op een meer realistische stijl. In de jaren dertig verwerkte hij ook elementen van het socialistisch realisme in zijn werk.
Kontsjalovski was een bijzonder productief schilder en maakte in zijn leven meer dan vijfduizend werken. Hij overleed in 1956, bijna 80 jaar oud. Diverse van zijn kinderen kwamen terecht in kunstzinnige beroepen. Hij was de grootvader van filmregisseur en Oscar-winnaar Andrej Kontsjalovski. Veel van zijn werk is te zien in het Russisch Museum te Sint-Petersburg.

## Galerij

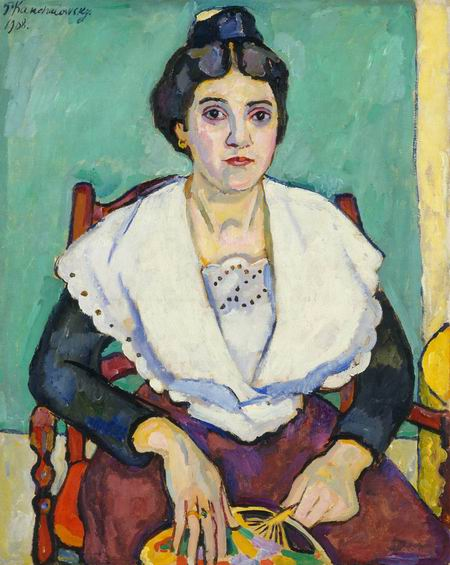
Meisje uit Arles
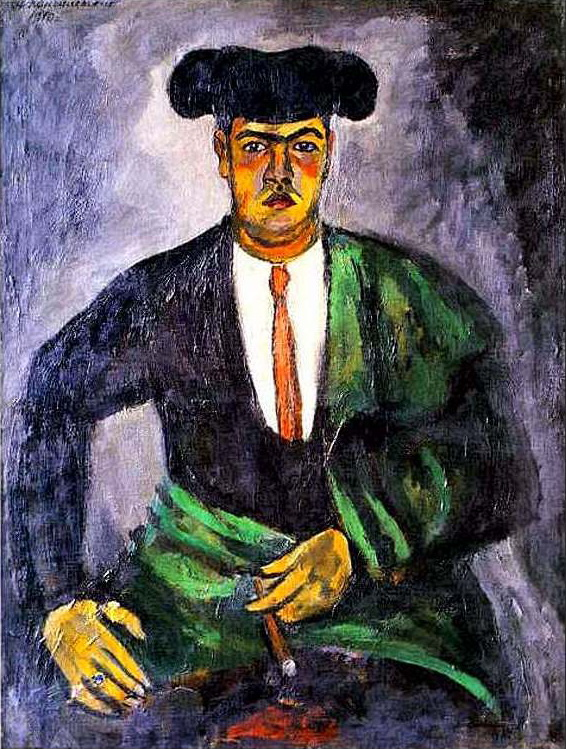
Matador Manuel Gartha
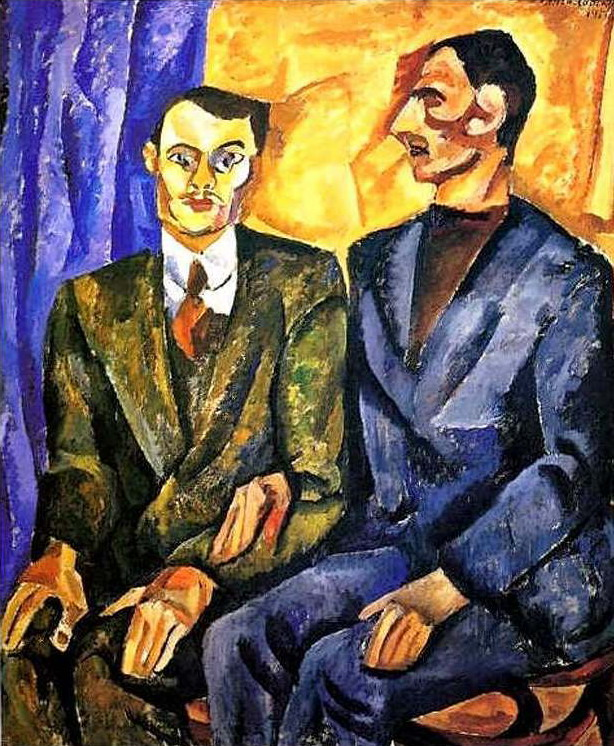
Portret van P. Denike Joerjev en A. Pokrovski
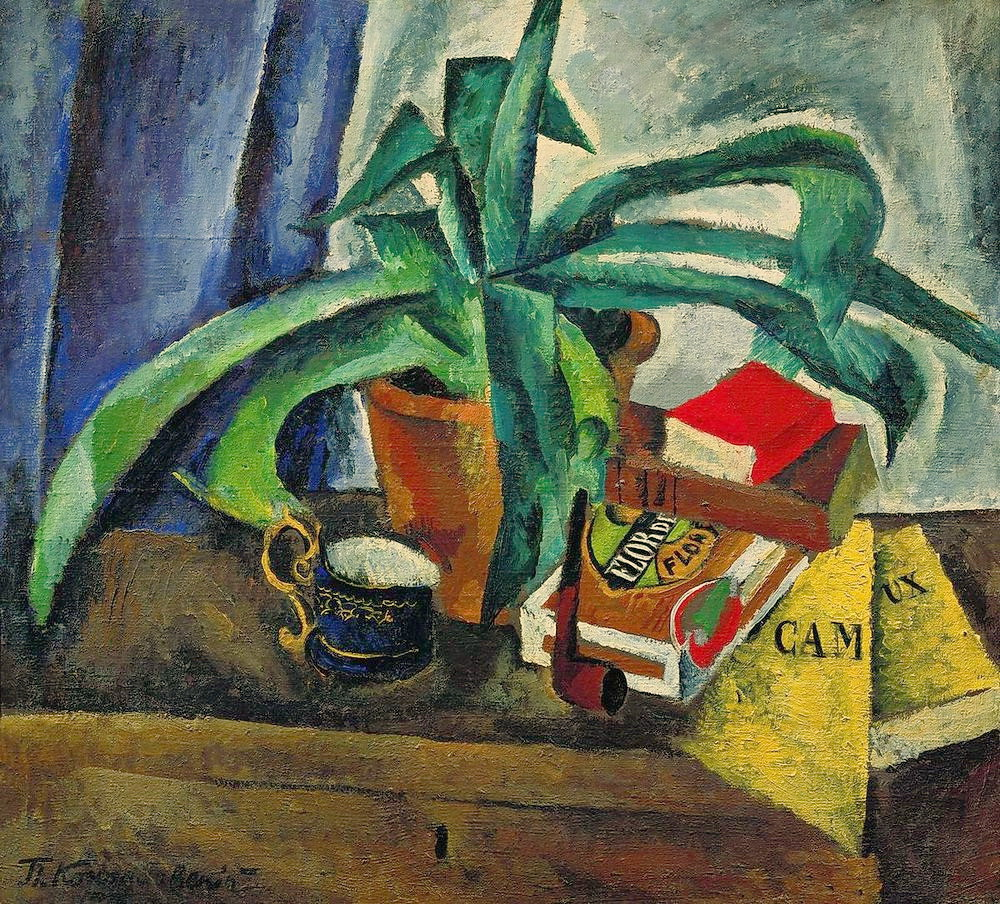
Agave
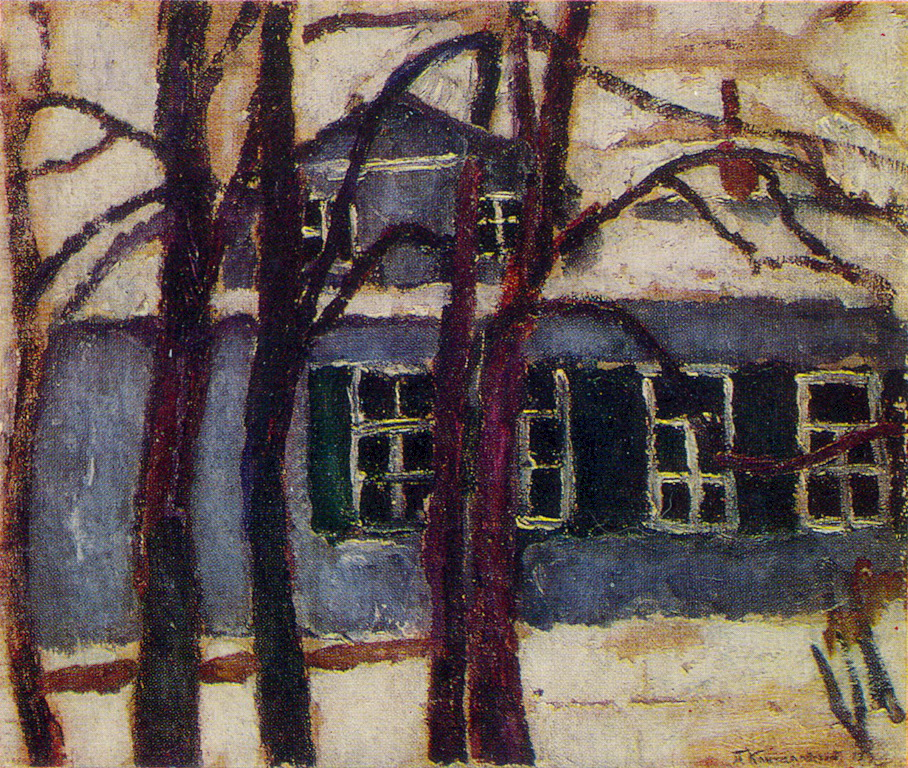
Huis in Abramtsevo
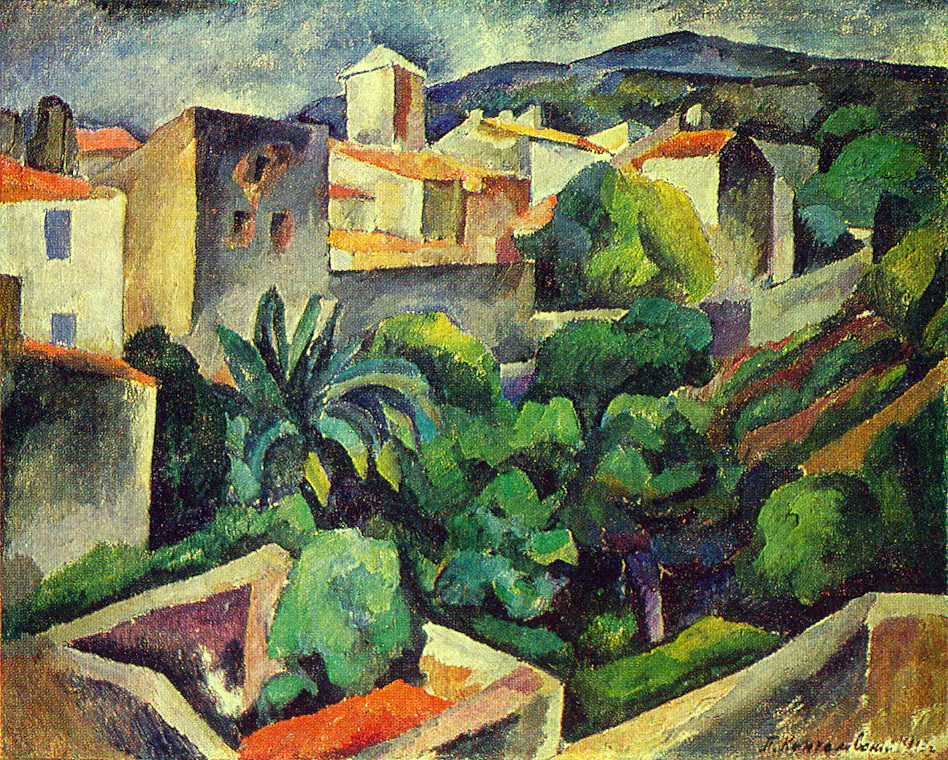
Cassis. Uitzicht uit het raam
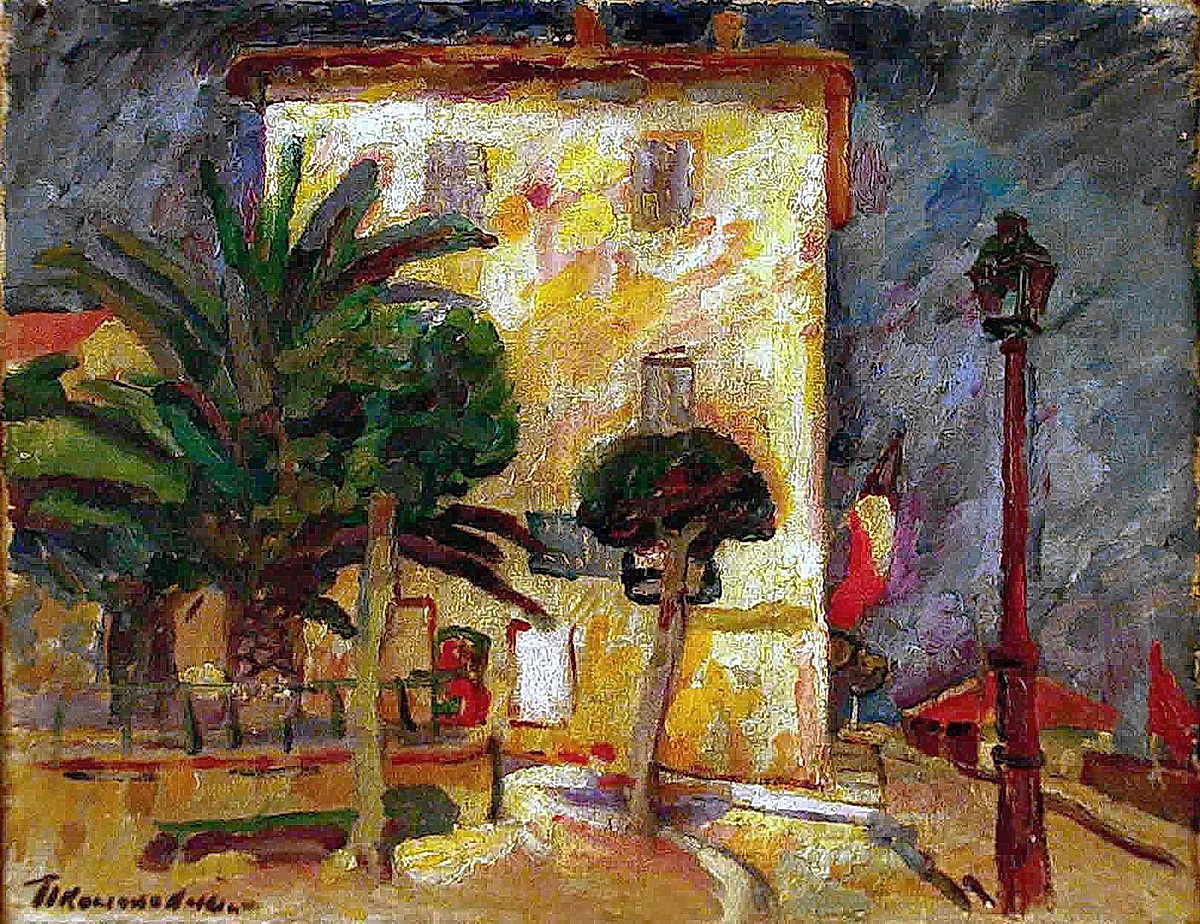
Landschap. Franse kust
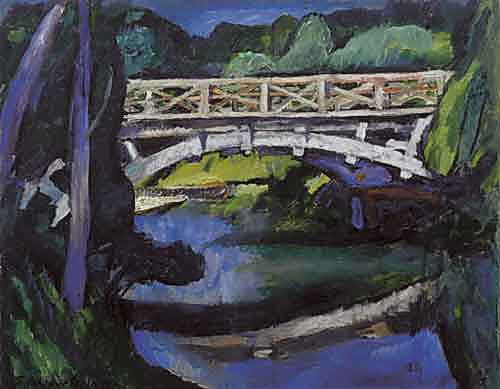
Brug
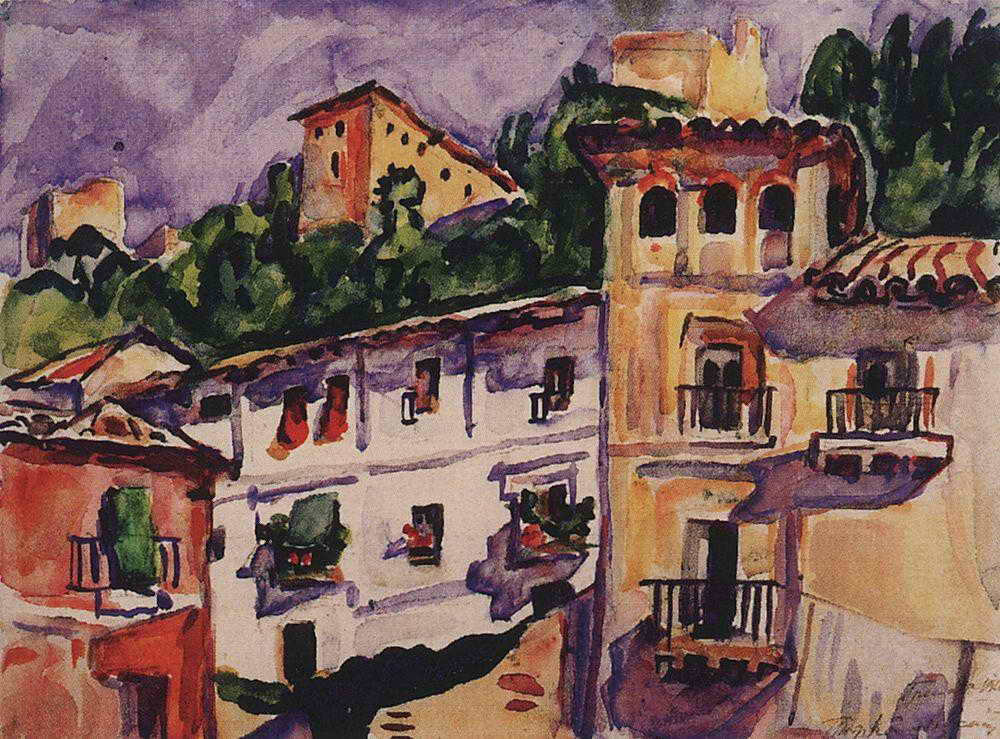
Grenada
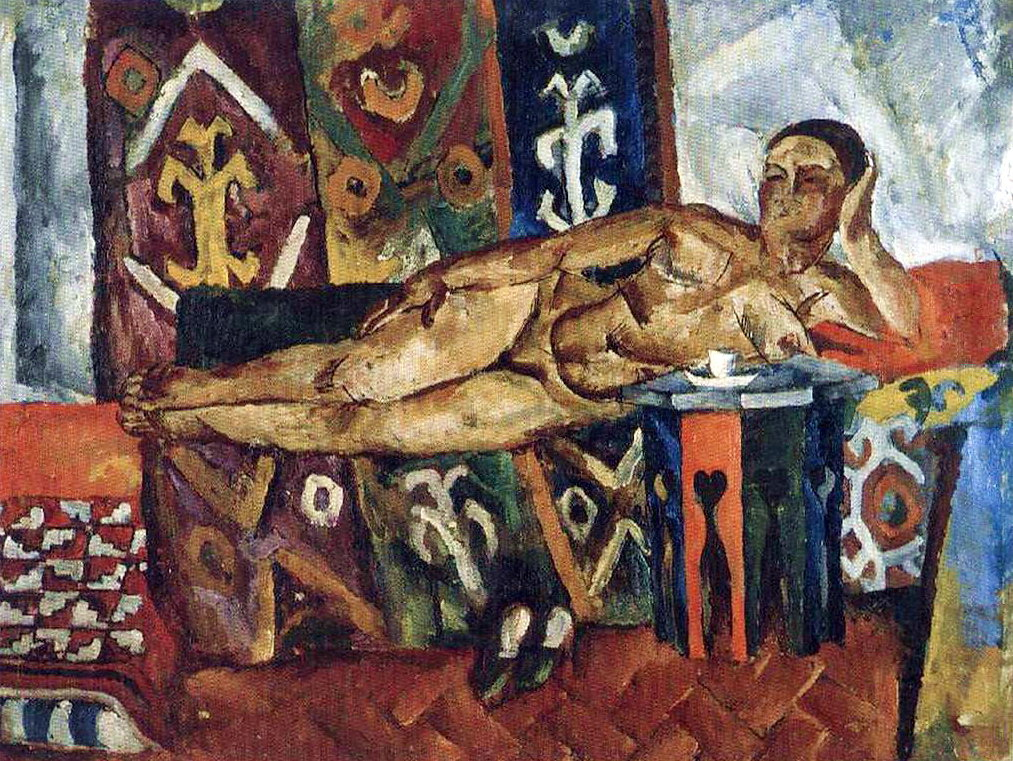
Sheherazade